# Влада Милоша Вучевића
Влада Милоша Вучевића је била Влада Републике Србије од 2. маја 2024. године до 16. априла 2025. године. Укупно је 18. по реду Влада Србије од увођења вишепартијског система у Србији, а чинили су је политичари из СНС-а, СПС-а, ПУПС-а, ДСХВ-а, СДП-а, ПС-а, Заветника и независни политичари. На њеном челу био је Милош Вучевић из Српске напредне странке. Влада Милоша Вучевића је заменила Трећу владу Ане Брнабић, а наследила ју је Влада Ђура Мацута.
Милош Вучевић је поднео оставку 28. јануара 2025. године након инцидента у Новом Саду када је теже повређена једна студенткиња од стране активиста СНС. Оставка Милоша Вучевић је констатована 19.3.2025. године на Првој седници Првог редовног заседања Народне скупштине Републике Србије у 2025. години.
Влада је бројала укупно 32 члана: председника Владе, једног потпредседника без ресорног министарства и 30 министара (25 ресорних министара (од чега је један истовремено први потпредседник Владе, а још два су потпредседници Владе) и 5 министара без портфеља).
| Функција | Слика            | Име и презиме                | Мандат                               | Странка          | Странка                              |
| Председник Владе | Председник Владе | Председник Владе             | Председник Владе                     | Председник Владе | Председник Владе                     |
| --- | ---------------- | ---------------------------- | ------------------------------------ | ---------------- | ------------------------------------ |
| Председник Владе Републике Србије |                  | Милош Вучевић                | 2. мај 2024 – 16. април 2025.        |                  | Српска напредна странка              |
| Први потпредседник Владе |                  |                              |                                      |                  |                                      |
| Први потпредседник Владе |                  | Синиша Мали                  | 2. мај 2024 – 16. април 2025.        |                  | Српска напредна странка              |
| Потпредседници Владе |                  |                              |                                      |                  |                                      |
| Потпредседници Владе Републике Србије |                  | Ивица Дачић                  | 2. мај 2024 – 16. април 2025.        |                  | Социјалистичка партија Србије        |
| Потпредседници Владе Републике Србије |                  | Ирена Вујовић                | 2. мај 2024 – 16. април 2025.        |                  | Српска напредна странка              |
| Потпредседници Владе Републике Србије |                  | Александар Вулин             | 2. мај 2024 – 16. април 2025.        |                  | Покрет социјалиста                   |
| Ресорни министри |                  |                              |                                      |                  |                                      |
| Министар спољних послова Републике Србије |                  | Марко Ђурић                  | 2. мај 2024 – 16. април 2025.        |                  | Српска напредна странка              |
| Министар унутрашњих послова Републике Србије |                  | Ивица Дачић                  | 2. мај 2024 – 16. април 2025.        |                  | Социјалистичка партија Србије        |
| Министар одбране Републике Србије |                  | Братислав Гашић              | 2. мај 2024 – 16. април 2025.        |                  | Српска напредна странка              |
| Министар финансија Републике Србије |                  | Синиша Мали                  | 2. мај 2024 – 16. април 2025.        |                  | Српска напредна странка              |
| Министар привреде Републике Србије |                  | Адријана Месаровић           | 2. мај 2024 – 16. април 2025.        |                  | Српска напредна странка              |
| Министар за бригу о селу Републике Србије |                  | Милан Кркобабић              | 2. мај 2024 – 16. април 2025.        |                  | Партија уједињених пензионера Србије |
| Министар просвете Републике Србије |                  | Славица Ђукић Дејановић      | 2. мај 2024 – 16. април 2025.        |                  | Социјалистичка партија Србије        |
| Министар рударства и енергетике Републике Србије |                  | Дубравка Ђедовић Хандановић  | 2. мај 2024 – 16. април 2025.        |                  | Независна                            |
| Министар културе Републике Србије |                  | Никола Селаковић             | 2. мај 2024 – 16. април 2025.        |                  | Српска напредна странка              |
| Министар пољопривреде, шумарства и водопривреде Републике Србије                                                                                         |                  | Александар Мартиновић        | 2. мај 2024 – 16. април 2025.        |                  | Српска напредна странка              |
| Министар унутрашње и спољне трговине Србије |                  | Томислав Момировић           | 2. мај 2024 – 25. новембар 2024.     |                  | Српска напредна странка              |
| Министар унутрашње и спољне трговине Србије |                  | Адријана Месаровић (в.д)     | 25. новембар 2024. - 16. април 2025. |                  | Српска напредна странка              |
| Министар за европске интеграције Републике Србије |                  | Тања Мишчевић                | 2. мај 2024 – 16. април 2025.        |                  | Независна                            |
| Министар заштите животне средине Републике Србије |                  | Ирена Вујовић                | 2. мај 2024 – 16. април 2025.        |                  | Српска напредна странка              |
| Министар за бригу о породици и демографију Републике Србије                                                                                              |                  | Милица Ђурђевић Стаменковски | 2. мај 2024 – 16. април 2025.        |                  | Српска странка Заветници             |
| Министар здравља Републике Србије |                  | Златибор Лончар              | 2. мај 2024 – 16. април 2025.        |                  | Српска напредна странка              |
| Министар за људска и мањинска права и друштвени дијалог Републике Србије                                                                                 |                  | Томислав Жигманов            | 2. мај 2024 – 16. април 2025.        |                  | ДСХВ                                 |
| Министар правде Републике Србије |                  | Маја Поповић                 | 2. мај 2024 – 16. април 2025.        |                  | Независна                            |
| Министар за рад, запошљавање, борачка и социјална питања Републике Србије                                                                                |                  | Немања Старовић              | 2. мај 2024 – 16. април 2025.        |                  | Српска напредна странка              |
| Министар државне управе и локалне самоуправе Републике Србије                                                                                            |                  | Јелена Жарић Ковачевић       | 2. мај 2024 – Тренутно               |                  | Српска напредна странка              |
| Министар грађевинарства, саобраћаја и инфраструктуре Републике Србије                                                                                    |                  | Горан Весић                  | 2. мај 2024 – 25. новембар 2024.     |                  | Српска напредна странка              |
| Министар грађевинарства, саобраћаја и инфраструктуре Републике Србије                                                                                    |                  | Дарко Глишић (в.д)           | 25. новембар 2024. - 16. април 2025. |                  | Српска напредна странка              |
| Министар туризма и омладине Републике Србије |                  | Хусеин Мемић                 | 2. мај 2024 – 16. април 2025.        |                  | Социјалдемократска партија Србије    |
| Министар науке и иновација Србије |                  | Јелена Беговић               | 2. мај 2024 – 16. април 2025.        |                  | Српска напредна странка              |
| Министар телекомуникација и информисања Републике Србије                                                                                                 |                  | Дејан Ристић                 | 2. мај 2024 – 16. април 2025.        |                  | Српска напредна странка              |
| Министар за јавна улагања Републике Србије |                  | Дарко Глишић                 | 2. мај 2024 – 16. април 2025.        |                  | Српска напредна странка              |
| Министар спорта Републике Србије |                  | Зоран Гајић                  | 2. мај 2024 – 16. април 2025.        |                  | Независан                            |
| Министри без портфеља |                  |                              |                                      |                  |                                      |
| Министар без портфеља Републике Србије задужен за област унапређења развоја недовољно развијених општина                                                 |                  | Новица Тончев                | 2. мај 2024 – 16. април 2025.        |                  | Социјалистичка партија Србије        |
| Министар без портфеља Републике Србије задужен за област односа са дијаспором                                                                            |                  | Ђорђе Милићевић              | 2. мај 2024 – 16. април 2025.        |                  | Социјалистичка партија Србије        |
| Министар без портфеља Републике Србије задужен за област помирења, регионалне сарадње и друштвене стабилности                                            |                  | Усаме Зукорлић               | 2. мај 2024 – 16. април 2025.        |                  | Странка правде и помирења            |
| Министар без портфеља Републике Србије задужен за област међународне економске сарадње и област друштвеног положаја цркве у земљи и иностранству         |                  | Ненад Поповић                | 2. мај 2024 – 16. април 2025.        |                  | Српска народна партија               |
| Министарка без портфеља Републике Србије задужена за област родне равноправности, спречавања насиља над женама и економског и политичког оснаживања жена |                  | Татјана Мацура               | 2. мај 2024 – 16. април 2025.        |                  | Независна                            |

По странкама :
- Српска напредна странка (Српска напредна странка) - 15
- Независни политичари - 5
- Социјалистичка партија Србије (СПС) - 4
- Партија уједињених пензионера Србије (ПУПС) - 1
- Демократски савез Хрвата у Војводини (ДСХВ) - 1
- Социјалдемократска партија Србије (СДПС) - 1
- Странка правде и помирења (СПП) - 1
- Покрет социјалиста (ПС) - 1
- Српска странка Заветници - 1
- Српска народна партија (СНП) - 1